# جائزة جولدسميث
جائزة جولدسميث هي جائزة أدبية بريطانية تأسست في عام 2013، برعاية كلية جولدسميث في جامعة لندن بالاشتراك مع مجلة نيوستيتسمان وتقدم 10000 جنيه استرليني مكافأة. تقتصر الجائزة على المؤلفين البريطانيين والأيرلنديين ويجب نشر الكتب من قبل ناشر مقيم في المملكة المتحدة. حصلت رواية أحمر أو ميت للكاتب ديفيد بيس على جائزة جولدسميث.